# (14097) Capdepera
(14097) Capdepera est un astéroïde de la ceinture principale.

## Description
(14097) Capdepera est un astéroïde de la ceinture principale. Il fut découvert le 11 août 1997 à Costitx par Ángel López et Rafael Pacheco. Il présente une orbite caractérisée par un demi-grand axe de 2,76 UA, une excentricité de 0,06 et une inclinaison de 4,2° par rapport à l'écliptique.

## Compléments